# Pere de Cadireta
Pere de Cadireta (Moià, Moianès - la Seu d'Urgell, 1277-1279), sovint anomenat també de la Cadireta, va ser un frare dominic. És venerat com a beat, tot i no haver estat oficialment beatificat.

## Biografia
Nascut a Moià, va fer-se dominic. Va ser company de Ramon de Penyafort a Barcelona. Va predicar al sud de França a l'època de la croada contra els albigesos.
En 1250, el superior dominic de la província de Toledo el va designar, juntament amb set preveres més, per a estudiar àrab a Tunísia, amb la intenció que poguessin estudiar textos islàmics i poder predicar després als musulmans. Va ser nomenat Inquisidor general en 1257, a Barcelona. Va lluitar activament contra l'heretgia i la usura, participant en la condemna del càtar Ramon de Jossa i, en 1262, en la d'Arnau i Ermessenda de Castellbò. Va fer matar un gran grup de càtars a Siurana i Prades.
En 1273 va fundar el convent dominic de la Seu d'Urgell, del qual va ser prior, i des d'on va dirigir la lluita contra l'heretgia a la regió. Va morir màrtir, en circumstàncies poc clares, lapidat per un grup d'heretges en 1277 o 1279, juntament amb el seu company Ponç de Planella.

## Veneració
Va ser enterrat a la catedral de la Seu d'Urgell—després, les seves relíquies van ser traslladades a l'església de Sant Domènec de la Seu d'Urgell; en ésser desamortitzat el convent, van ser traslladades novament a la catedral—i venerat com a sant a la comarca. La seva canonització, iniciada en 1866, va quedar interrompuda;rep culte local, a Urgell i Moià, com a beat.